# Nicéforo Grégoras
Nicéforo Grégoras (Νικηφόρος Γρηγορᾶς) (Heraclea del Ponto, 1295-Constantinopla, 1359), fue un historiador y polígrafo cristiano oriental del Imperio bizantino.

## Biografía
Estudioso de la astronomía, la geometría y la filosofía antiguas, estuvo al frente de una escuela promovida por su mentor Teodoro Metoquites en el monasterio del Cristo de la Cora.
Conservamos su epistolario, algunas piezas de oratoria cortesana, así como un opúsculo sintáctico y dos diálogos de tipo platónico (Phlorentios y Philomathes).
Compuso una Vida del emperador Constantino el Grande, y su obra más significativa: la Rhomaike Historia o Historia de Bizancio, que abarca el periodo de 1204 a 1359, en 37 libros, que completa y continúa la obra de Jorge Paquimeres.
En el año 1325, Nicéforo propuso una reforma del calendario juliano. 
Fue contemporáneo del teólogo y filósofo Gregorio Palamás.

## Ediciones de obras
- Nikephoros Gregoras, Antirrhetika, I. Einleitung, Übersetzung und Anmerkungen von H.-V. Beyer (Viena 1976).
- Niceforo Gregora, Fiorenzo o intorno alla sapienza, ed. P.L.M. Leone, (Nápoles 1975).
- Nicéphore Grégoras, Correspondance, texte établi et traduit par R. Guilland, (París 1927).
- Nicephori Gregorae epistulae, ed. de P.L.M. Leone (1983).
- Nicephori Gregorae Vita Constantini, ed. P.L.M. Leone, Studi e ricerche dei Quaderni Catanesi 1 (Catania 1994).
- Nicephori Gregorae, Explicatio in librum Synesii "De insomniis". Scholia cum glossis, ed. P. Pietrosanti (Bari 1999).
- J. Mogenet, A. Tihon, R. Royez, A. Berg, Nicéphore Grégoras - Calcul de l’éclipse de soleil du 16 Juillet 1330, Edition, traduction et commentaires, Corpus des astronomes byzantins, I, Gleben, 1983 ISBN|978-9070265342